# 施爾尼斯
施爾尼斯（英語： /ʃɪərˈnɛs/），或译希爾內斯，是英國英格蘭肯特郡北部謝佩島的一座镇和民政教区，人口約有13,000人，是島上最大的聚居地。施爾尼斯的歷史開始於16世紀在這裡修建的一座要塞。現在施爾尼斯則是一個度假勝地。

## 外部連結
- Blue Town Heritage Centre （页面存档备份，存于）
- Sheerness Heritage Centre （页面存档备份，存于）